# 立川広己
立川 広己（たちかわ ひろみ、1949年8月1日 - ）は、日本の洋画家。

## 来歴
東京都品川区で生まれ、武蔵野美術大学にて洋画を学んだ。美術展覧会・公募展で数々の作品が入選・入賞する。美術館や政府系機関などに作品が買い上げられたことから、専業画家となる。
美術専門誌を中心とする取材の他、テレビ出演などマスメディアへの露出も多い。個展等へアーティストとしての出席も継続的かつ積極的に行い続けている点も特徴的である。個展会場にて本人から創作作品の話が聴けたり、実演が見られる観点（会いに行ける芸術家・会いに行ける画家という観点）を捉えると、アーティストと観覧者とのリアルな距離感が近い側面も併せ持つ。
新たな技法・モチーフなどを取り入れていくことにも積極的である。創作作品の守備範囲は広く、モダンアート画家としての顔を持ち合わせる。表現スタイルの基本は、モダニズムである。オーソドックスなものから「立川広己流モダニズム作品の世界」を次々と創り上げる。
『立川広己画伯個展』への作品出展は、華やかで自由なスタイルを貫く。『薔薇図』をはじめとする『華麗なる花々シリーズ』（『花シリーズ』）、古木、風景画、人物画、抽象画『JAZZシリーズ』（『ジャズシリーズ』）など、作品はモチーフを限定することはなく、多彩に制作している。安定した人気作家となってからも、表現活動発表の場と捉え、毎年公募展への大作出展を続けている。チャリティー絵画展等で自身の数々の作品を寄贈するなどの尽力を通じた美術文化活動への造詣も深い。

## 作風

### 作風の概要
若き日より佐伯祐三の作品、フォーヴィスムに憧れ自由奔放に、また豪放なタッチが織り成す装飾的な世界を創り上げる。
画廊やデパートにおいて発表される作品には、桜や薔薇・ミモザをはじめ生花などを描いた作品群や、縄文杉・古木や富士山・石鎚山・奥日光・奥入瀬・渓流など国内風景を描いた作品群がある。また、ヨーロッパの街並みや自然風景を描いた作品群や、自由な線を取り入れ画面に動きを与えた『Jazzシリーズ』などの半抽象作品群、更に、以上のモチーフを融合して創作された独自の作風の作品群等もある。
一方、公募展である「自由美術展」では、人気画家としての『立川広己画伯個展』への出展作品とは異なる側面から創作された『立川広己の世界』観を公開する。
これらの作風は、対象物を見ることもなく、自然の摂理など度外視して、ただひたすら作家自らの感性を頼りに現代調の作品を描き続けることにより、創造される。概して、どこまでも自由に、その色の持つ発色を活かし、迫力と動きを追求することにより生まれる、作家独特の作風の発現 ― 立川広己の世界（ 立川広己ワールド ） ― 。

### 画廊やデパートにおける発表作品での作風
- 強いインパクトのある色彩と大胆な躍動感あふれる構図で、長年に渡り洋画家・現代美術家、専業画家として安定的継続的人気を博し続ける[7]。
- 盛り付けられた絵具の立体感に迫力があり、色彩と質感の調和のとれた作品が、次々と発表される。
  - 情熱的な「赤い薔薇」や光に輝く「ミモザ」などの作品から、「花の作家」として支持を受け続ける[8][9]。
これら小品をテーマにした代表作は、鮮やかな色彩とダイナミックなタッチで、観た人の生活が潤うことを目的に描かれる、明るく元気な作風。
大胆な筆致と確かな描写力で描かれた、鮮やかな色彩と眩い光が織りなす世界[10]。
様々な色調を自在に操り描かれた鮮烈な花々の、色彩のシンフォニーが奏でられている[11]。
モダンでありながら、四季折々の花々を愛でる日本人の伝統美にも通じる表現。
幻想的で華麗な作品の数々を、作者ならではのダイナミックな美の世界を描く[12]。
花や樹のあふれんばかりの生命力に感化され、その心象を表現するスタイルを貫く。
その衝撃から生まれた作品には、作家の心を通して生まれた自由な色彩の感性が咲き誇る。
華やかな花、夢の中で見たような風景。
日本の伝統美にも通じる幻想的で華麗な雰囲気[13]。
大胆に、そして華麗に豪快な筆致が生み出す美の極致[14]。
  - つづいて、国内外の風景画。
    - 縄文杉等をはじめとした古木、奥入瀬等をはじめとする渓流、滝、富士山・石鎚山・奥日光などの国内風景。
    - エッフェル塔やパリの街並み・セーヌ・ムーズ河・ストラスブルグ・ドルドーニュ等フランス、ブルージュ等ベルギー、ローマ・ベネツィア・ミラノ等イタリア、イギリス、スペインを始めとする外国風景などの作品群。
力強くインパクトのあるタッチで描く従来の個性的な花や風景。
これらの風景画は、国内外の取材をもとにして独自のマチエールで描かれた心象風景。
インパクトある力強いタッチ[15]。
大胆で重厚な筆致、鮮やかで豊かな色彩で描かれる[16]。
神秘的な色彩で力強く描かれた作品にパワーが感じられる[17]。

  - モダンで、どこか遊びのある雰囲気を醸し出された、ジャズがモチーフの半抽象画、JAZZシリーズ作品群
    - 色鮮やかに、かつ、大胆に表現。
    - 大胆なフォルムとコラージュを施したオシャレな雰囲気が印象的な、JAZZシリーズの作品[18]。

  - さらに、大作の人物画では、芸術性が追求される。
  - 以上が部分的、あるいは総合的に融合された作風の作品も、発表されている。
- モダニズムが表現スタイルの根底に存在する。
  - オーソドックスなものから、立川広己流モダニズム作品の世界 ―立川広己WORLD― が次から次へと新しい作品として展開される[19]。
作家によるモダンアート・現代美術家としての側面が積極的に発現された作品も多い。
総じて、作品の神秘的な発色に、動き、絵の迫力に特徴がある。
- これらの作品は、対象をそのまま写すのではなく、作家の感性を頼りに「心の残像」を描き出されたもので、様々なジャンル、そして新たな技法に挑戦し続ける『立川広己の世界』として、全国に沢山のファンを抱えている[20][21]。                                                   
  - また、自身のモダニズム絵画作品につき、古典的な写実のスタイルから現代調になればなるほど絵は軽くなっていくが、その軽やかさが、現代のインテリア空間にもマッチする、との旨の芸術観・美術観を作家本人が述べている（月刊誌「一枚の繪」2017年（平成29年）2月号 ―洋画家立川広己―「現代を生きる作家として」）[6]。

### 自由美術展での作風
佐伯祐三の作品を初めて目にした感動が、画家人生の中で大きな意味を持つと立川自らが語っている。
明るい作風とは対照的に、自由美術展では、暗い、人間の生と死・生き様をモチーフにした作品を出品し続けている。
同時に、自由美術展では、その年々の世相をエッセンスにした作品を、発表し続けている。

## 経歴
- 1949年（昭和24年）　東京都品川区に生まれる。
- 1972年（昭和47年）　武蔵野美術大学卒業。
- 1983年（昭和58年）　埼玉県岩槻市展市長賞[29]。
- 1984年（昭和59年）　日仏現代美術展入選。
- 1986年（昭和61年）　上野の森絵画大賞展佳作賞受賞。ニッポン放送賞受賞。
- 1986年（昭和61年）　フジテレビジョン「朝のテレビ美術館」にて作品が放送される。
- 1986年（昭和61年）　「時の停止」が第4回上野の森美術館大賞展にて佳作賞・ニッポン放送賞を受賞[30]。
- 1989年（平成元年）　自由美術展にて佳作作家賞受賞。
- 1989年（平成元年）　自由美術協会会員に推挙される。
- 1989年（平成元年）　全国有名百貨店（新宿伊勢丹他）巡回。個展開催が始まる。
- 1991年（平成3年）　現代精鋭選抜展記念大会にて金賞を受賞。
- 1993年（平成5年）　自由美術協会より安井賞候補作家展出品に選ばれる。
- 1994年（平成6年）　全国花の大賞展招待出品。
- 1996年（平成8年）　作品「華宴」F150号が通産省（現経済産業省）工業技術院買い上げとなる。
- 2001年（平成13年）　沖縄平和祈念堂主催平和記念美術展へ招待される。[要出典]（出典は、雑誌「一枚の繪」1996年（平成8年）12月号、165頁、雑誌「一枚の繪」2002年（平成14年）1月号、146頁、雑誌「一枚の繪」2008年（平成20年）1月号、121頁など）[31][32][33][1]
- 2005年（平成17年）　NHK北九州支局テレビ出演。
- 2006年（平成18年）　上野の森美術館「作家の視点展」へ招待出品。
- 2009年（平成21年）　東京有楽町フォーラム「アートフェスタ」に出席をする。
- 2012年（平成24年）　全国有名百貨店巡回個展を開催する。
- 2013年（平成25年）　画業40周年記念展を全国で開催。
- 2016年（平成28年）　西日本放送テレビ香川テレビ放送網「RNC news every.」テレビ出演しライブパフォーマンスを行う。
- 2017年（平成29年）　東京・銀座の画廊、ギャラリー一枚の絵　にて個展開催。
- 2019年（平成31年）　東京・銀座の画廊、ギャラリー一枚の絵、伊勢丹浦和店にて個展開催。また高松三越個展はテレビ放映。
- 2019年（令和元年）　東京・上野の東京都美術館で11月に開催される公募展、55周年記念都展の外部審査員に任命される[34][35]。

2019年（令和元年）5月現在　自由美術協会会員、日本美術家連盟会員。

## 画集
2019年（平成31年）2月現在、一枚の繪株式会社から、専業画家として既に10冊以上「立川広己の世界」として画集が発刊されている。

### 画集掲載作品
- 画集「立川広己新作集―時を歩く―」一枚の繪 2015年(平成27年)3月発行
  - 掲載作品数約30点の画集
  - 赤い屋根の見える風景（ドルドーニュ）F15、悠々の古木（縄文杉）F30、ブルージュ　F15、パリの街角　F20、ブーケ　F10、幸せのミモザ　等
  - 本画集は、2015年（平成27年）3月2日（月）～3月14日（土）東京・銀座の画廊、ギャラリー一枚の繪 にて個展、―時を歩く― 立川広己展に合わせて発刊。当該個展会場等にて販売された[38][21][39][40]。
- 画集「立川広己新作集 ─わが心の残像─」一枚の繪 2017年（平成29年）2月発行
  - 掲載作品数30点の画集
  - 東京・銀座の画廊、ギャラリー一枚の繪にて、2017年（平成29年）2月13日（月）～2月25日（土）に於いて開催された個展、立川広己展―わが心の残像―会場 等 にて販売。
  - 「黄薔薇」F15号、「イタリア・アッシジ風景」油彩12号、「情熱のバラ」油彩30号 など掲載[5][6]。
- 画集「画業45周年をこえて、立川広己の世界展―華と風景―」一枚の繪 2019年(平成31年)1月発行
  - 掲載作品数37点の画集
  - 東京・銀座の画廊、ギャラリー一枚の繪にて、2019年（平成31年）1月7日（月）～1月19日（土）に於いて開催された、立川広己個展 新春を華やかに彩る ―華と風景―会場 等 にて販売。
  - 祭・華　F20、静・華　F15、悠久の桜吹雪　F20、光のある光景―奥日光―　F6、赤不二　F4[41]、初秋の奥多摩　F15、秋を感じて　F6、ポプラ並木

## 主な発表作品

### 概要
- 1986年（昭和61年）　「時の停止」（第4回上野の森美術館大賞展 佳作・ニッポン放送賞[30]）
- 1991年（平成3年）　「深紅の薔薇」F10号
現代精鋭選抜展記念大会にて金賞を受賞
- 1996年（平成8年）　「華宴」F150号
- 2001年（平成13年）　「ピナイサーラの滝」F30号[42][43][44][45]
- 2003年（平成15年）　「ねじれ」F100号[46]
- 2003年（平成15年）　自由美術展「朽ち果てる」[2]
- 2008年（平成20年）　「大地の詩・古木」F100号[47]
- 2008年（平成20年）　自由美術展「時（今）」F100号[48]
- 2009年（平成21年）　自由美術展「トルソ―（男と女）」
- 2011年（平成23年）　自由美術展「ぬけがら2」
- 2012年（平成24年）　「助けてください」　2012年自由美術展[2][49][50]
- 2013年（平成25年）　「浮遊する物体」F100号　2013年自由美術展[51][52][53]、「赤富士」F10号
- 2014年（平成26年）
  - 9月「大地が割れる」F100号　2014年自由美術展[54][55]
- 2015年（平成27年）　「終美」F100号　2015年自由美術展[56][57]、赤い屋根の見える風景（ドルドーニュ）等
- 2016年（平成28年）　「横たわるトルソ」　第80回自由美術展[58]
- 2017年（平成29年）　「崩壊する街」F100号　2017年自由美術展[59][60]
- 2018年（平成30年）　「戦うトルソ」　2018年自由美術展[61][62]
- 2019年（平成31年）　祭・華　F20、静・華　F15、悠久の桜吹雪　等
- 2019年（令和元年）　「ジャズと赤バラ」油彩10号[63]。
- 2019年（令和元年）　「トルソ」　2019年自由美術展出展作品[64]
- 自由美術展「女のポーズ（II）」、自由美術展「或る風景III」[46]、「ぬけがら」等

### 代表作

#### ピナイサーラの滝

##### 作品
- 美術を通して平和を訴える「沖縄平和祈念チャリティー絵画展」招待出展作品。
- 風景をテーマに描いた代表作品の一つである。
- 本作品は、沖縄県 西表島船浦にある、ピナイサーラの滝が描かれた作品。

。

##### 沖縄平和祈念堂への寄贈
同作品は、1997年（平成9年）の第23回沖縄平和祈念チャリティー絵画展の際に沖縄平和祈念堂に寄贈され、公益財団法人 沖縄協会が所蔵し、沖縄平和祈念堂に収蔵されている。絵画贈呈式をはじめ会期中の模様は、新聞・テレビなどで取り上げられ、大きな関心を集めた。
2001年（平成13年）立川広己は、沖縄平和祈念堂主催の平和美術展に招待を受けた。
立川広己は、同作品を寄贈し那覇市の美術文化平和活動に尽くされた功績により、那覇市の当時市長親泊康晴より感謝状を受けた。

##### 制作意図
- 制作意図について、彼は、以下のように説明している。
- 沖縄県西表島（船浦）にある神が宿る聖なる滝「ピナイサーラの滝」の荘厳さと神秘さに感動し、その雄姿を朝もやの幻想感とあわせて優雅に描いたと、述べている[42]。

#### 浮遊する物体

##### 自由美術展
2013年（平成25年）自由美術展にて発表された作品である。

##### 本作品『浮遊する物体』の位置づけ
- 死から生の意味を問う作品[69]。
- 実存主義、佐伯祐三の作品群、フォーヴィスムの影響を色濃く受けている作品。
- 『浮遊する物体』は、立川広己の作品群のうち、以下のような作品の位置づけになる。
- 画廊やデパートにて主に発表され続けている、いわば「売れっ子の作家として桜などを描いた」（雑誌「美術の窓」2013年（平成25年）2月号、218頁原文引用）明るく華やかな作風の一連の作品群は、「沢山のファンをもつが」（雑誌「美術の窓」2013年（平成25年）2月号、218頁原文引用）、それとは、全く正反対の作風の一連作品群に分類される作品。[68][65][66][2][70][68][65][66][3]
- このような位置づけの中での、暗い、人間をモチーフにした代表作品群のうちの一作品。
- 生と死をテーマにした作品を発表し続ける場、と立川広己本人により位置付けられた、自由美術展での発表作品の一つである[71][68][65][66][2][70]。
- 「トルソをモチーフに、霊的な雰囲気を携えた大作」（ここまで、生活の友社『必見！！１年まるごと保存版。今年の展覧会300。美術の窓2019年1月号。No.424』279頁「画業45周年をこえて～立川広己の世界展―華と風景―」より原文そのまま引用部分）群のうちの、ひとつの、立川広己の代表作品である。

#### 赤富士
- 作品
  - 2013年（平成25年）制作の風景画作品。油絵・カンヴァス

#### 大地が割れる

##### 自由美術展
「大地が割れる」F100号は、2014年（平成26年）自由美術展にて発表された作品である。

##### 本作品『大地が割れる』の位置づけ
- 佐伯祐三の作品群、実存主義、フォーヴィスムの影響を受けた、死から生の意味を問う作品の一つ。
- 暗い、人間をモチーフにした生と死をテーマにした、自由美術展での大作作品の一つである[68][65][66][2][70]。
- また、自由美術展発表された立川広己画伯の作品群の中でも、更に、以下に細分類化される作品。
- 「トルソをモチーフに、霊的な雰囲気を携えた大作」とは、別に分類される、「メッセージ性の強い作品」（ここまで、生活の友社『必見！！１年まるごと保存版。今年の展覧会300。美術の窓2019年1月号。No.424』279頁「画業45周年をこえて～立川広己の世界展―華と風景―」より原文そのまま引用部分）である。[73][72][74][75][76]

#### 終美

##### 自由美術展
「終美」100号Fは、2015年（平成27年）自由美術展にて発表された作品である。

##### 本作品『終美』の位置づけ
- 実存主義、フォーヴィスム、佐伯祐三の作品群の影響を受けた、死から生の意味を問う作品の一つ。
- 暗い、人間をモチーフにした生と死をテーマにした、自由美術展での作品の一つである[68][65][66][2][70]。
- 立川広己による自由美術展発表作品のうち、「トルソをモチーフに、霊的な雰囲気を携えた大作」（ここまで、生活の友社『必見！！１年まるごと保存版。今年の展覧会300。美術の窓2019年1月号。No.424』279頁「画業45周年をこえて～立川広己の世界展―華と風景―」より原文そのまま引用部分）群に分類される代表作の一つ[75][77][57]。

#### 横たわるトルソ

##### 自由美術展
「横たわるトルソ」100号Fは、2016年（平成28年）自由美術展にて発表された作品である。

##### 本作品『横たわるトルソ』の位置づけ
- 実存主義、佐伯祐三の作品群、フォーヴィスムの影響を受けた、死から生の意味を問う作品の一つ。
- 暗い、人間をモチーフにした生と死をテーマにした、自由美術展での大作作品の一つである[68][65][66][2][70]。
- 立川広己による自由美術展発表作品のうち
- 「トルソをモチーフに、霊的な雰囲気を携えた大作」（ここまで、生活の友社『必見！！１年まるごと保存版。今年の展覧会300。美術の窓2019年1月号。No.424』279頁「画業45周年をこえて～立川広己の世界展―華と風景―」より原文そのまま引用部分）群に分類される代表作の一つ。[75][78][58]

#### 崩壊する街

##### 自由美術展
2017年（平成29年）自由美術展にて発表された作品である。

##### 本作品『崩壊する街』の位置づけ
- 佐伯祐三、フォーヴィスム、実存主義の影響を色濃く受けた、死から生の意味を問う作品[69]。
- 明るく華やかな作風の一連の作品群とは、全く正反対の作風の作品。[68][65][66][2][70][68][65][66][3]
- 生と死をテーマにした、暗い、人間をモチーフにした代表作品群のうちの一作品。自由美術展発表作品[68][65][66][2][70]。
- また、自由美術展発表された立川広己画伯の作品群の中でも、更に、以下に細分類化される作品。
- 「トルソをモチーフに、霊的な雰囲気を携えた大作」とは、別に分類される、「カラスと崩れた建物を組み合わせ、世界情勢を憂慮するような」、「メッセージ性の強い作品」（ここまで、生活の友社『必見！！１年まるごと保存版。今年の展覧会300。美術の窓2019年1月号。No.424』279頁「画業45周年をこえて～立川広己の世界展―華と風景―」より原文そのまま引用部分）である。
- （補足説明）なお、以上の説明文中に用いた「大作」という言葉は、すべて、引用文献の一つ「生活の友社『必見！！１年まるごと保存版。今年の展覧会300。美術の窓2019年1月号。No.424』279頁「画業45周年をこえて～立川広己の世界展―華と風景―」の原文文言を、そっくりそのまま忠実に引用したものである。[75][52][79]